# Leichtathletik-Weltmeisterschaften 2017/Teilnehmer (Uruguay)
| Gelbes Symbol für Goldmedaillen mit stilisierten Olympischen Ringen | Graues Symbol für Silbermedaillen mit stilisierten Olympischen Ringen | Braundes Symbol für Bronzemedaillen mit stilisierten Olympischen Ringen |
| ------------------------------------------------------------------- | --------------------------------------------------------------------- | ----------------------------------------------------------------------- |
| —                                                                   | —                                                                     | —                                                                       |

Von Uruguay wurden eine Athletin und vier Athleten für die Leichtathletik-Weltmeisterschaften 2017 in London nominiert.

## Ergebnisse

### Frauen

#### Laufdisziplinen
| Athletin          | Disziplin    | Vorlauf    | Vorlauf | Halbfinale         | Halbfinale         | Finale             | Finale             |
| Athletin          | Disziplin    | Zeit       | Platz   | Zeit               | Platz              | Zeit               | Platz              |
| ----------------- | ------------ | ---------- | ------- | ------------------ | ------------------ | ------------------ | ------------------ |
| Déborah Rodríguez | 400 m Hürden | 57,61 s SB | 35      | nicht qualifiziert | nicht qualifiziert | nicht qualifiziert | nicht qualifiziert |

### Männer

#### Laufdisziplinen
| Athlet          | Disziplin | Vorlauf | Vorlauf | Halbfinale | Halbfinale | Finale       | Finale |
| Athlet          | Disziplin | Zeit    | Platz   | Zeit       | Platz      | Zeit         | Platz  |
| --------------- | --------- | ------- | ------- | ---------- | ---------- | ------------ | ------ |
| Nicolás Cuestas | Marathon  |         |         |            |            | DNF          | DNF    |
| Aguelmis Rojas  | Marathon  |         |         |            |            | DNF          | DNF    |
| Andrés Zamora   | Marathon  |         |         |            |            | 2:16:00 h PB | 20     |

#### Sprung/Wurf
| Athlet        | Disziplin  | Qualifikation | Qualifikation | Finale     | Finale |
| Athlet        | Disziplin  | Weite/Höhe    | Platz         | Weite/Höhe | Platz  |
| ------------- | ---------- | ------------- | ------------- | ---------- | ------ |
| Emiliano Lasa | Weitsprung | 7,96 m        | 9             | 8,11 m     | 9      |